# ان‌جی‌سی ۹۷

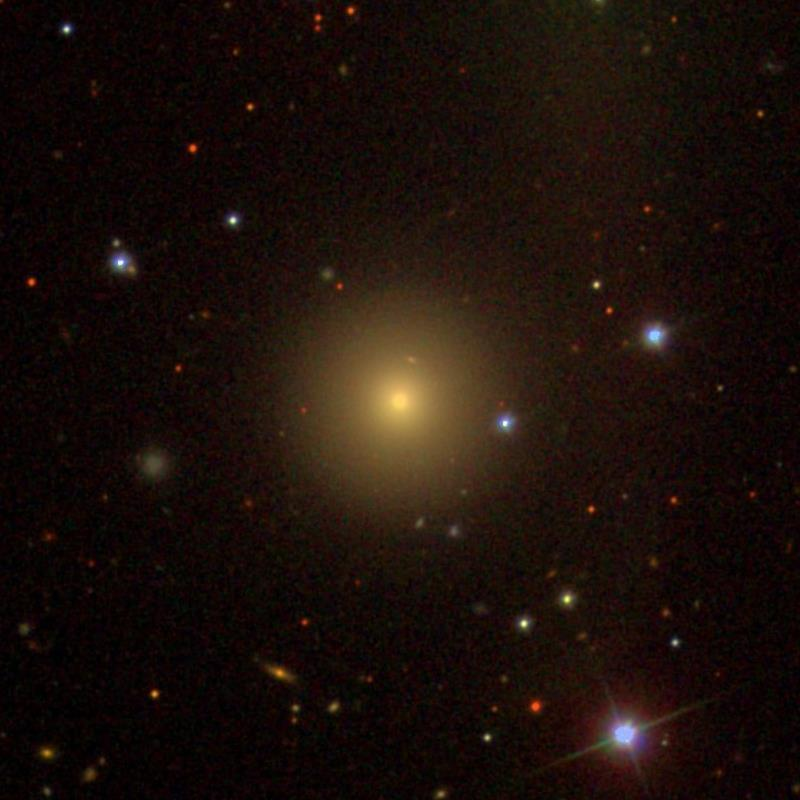
ان‌جی‌سی ۹۷

ان‌جی‌سی ۹۷ (به انگلیسی: NGC 97) یک کهکشان بیضوی با قدر ظاهری ۱۳٫۵ است که در صورت فلکی زن برزنجیر قرار دارد.